# Міжнародний день польоту людини в космос

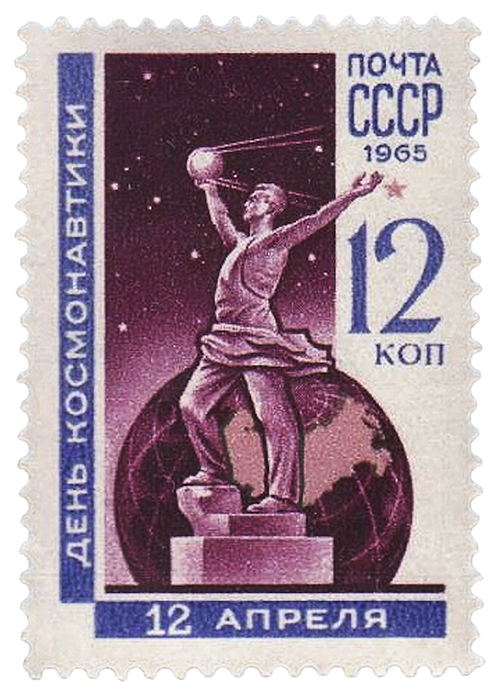
Поштова марка 1965 року

Міжнародний день польоту людини в космос – офіційними мовами ООН: (англ. International Day of Human Space Flight) (фр. Journée internationale du vol spatial habité) (ісп. Día Internacional de los Vuelos Espaciales Tripulados) (рос. Международный день полета человека в космос) – свято, яке встановлено 7 квітня 2011 року ООН на честь 50-ї річниці польоту людини в космос.  Святкування Міжнародного дня польоту людини в космос відбувається щорічно, 12 квітня — (A/RES/65/271)
12 квітня 1961 року радянський космонавт Юрій Гагарін на космічному кораблі «Восток» з космодрому «Байконур» вперше у світі зробив орбітальний обліт Землі, який тривав 108 хвилин.
12 квітня 1981 стартував перший пілотований політ за американською програмою «Шаттл». 

## Започаткування свята
У СРСР встановлений указом Президії Верховної Ради СРСР від 9 квітня 1962 року. Відзначався під назвою День космонавтики.
Всесвітній день авіації та космонавтики — свято, яке відзначають у Росії та деяких інших пострадянських країнах 12 квітня, встановлене Міжнародною федерацією повітроплавання на знак першого польоту людини в космос.
В Україні 12 квітня відзначається як День працівників ракетно-космічної галузі України.